# Вышеслав (пьеса)
«Вышеслав» — трагедия русского писателя Александра Сумарокова, которая относится к позднему периоду его творчества. Была впервые поставлена на сцене и опубликована в 1768 году, включена в четвёртый том полного собрания сочинений Сумарокова, увидевшего свет в 1781—1782 годах. Сюжет трагедии номинально основан на материале из национальной истории, но фактически полностью вымышлен.
Главный герой пьесы — князь новгородский Вышеслав. Он влюблён в свою пленницу, искорестскую княжну Зениду, но считает себя вынужденным выдать её за Любочеста, так как тот спас ему жизнь в сражении за Искорест. В финале Любочест отказывается от Зениды, и Вышеслав получает возможность жениться на любимой.
Прототипом главного героя считается единственный русский князь по имени Вышеслав, сын Владимира Святого, действительно правивший в Новгороде на рубеже X и XI веков. Учитывая то, что столицу древлян Сумароков называет Искорестом, а не Коростенем, как большинство авторов, учёные допускают, что исторический материал он мог почерпнуть в том числе из «Древней российской истории» Михаила Ломоносова, где используется тот же вариант этого топонима.
Пьеса не имела успеха у публики и выдержала только три представления на сцене. Литературоведы связывают это с творческими исканиями Сумарокова, который на позднем этапе творчества упрощал интригу в пьесах и усложнял психологические характеристики героев, и с изменением вкусов зрителей. В последующие эпохи «Вышеслава» причисляли к самым слабым пьесам Сумарокова (наряду с «Ярополком и Димизой» и «Мстиславом»), а в ряде случаев даже не упоминали в обзорах творчества этого писателя.